# フォルトゥン・ガルセス

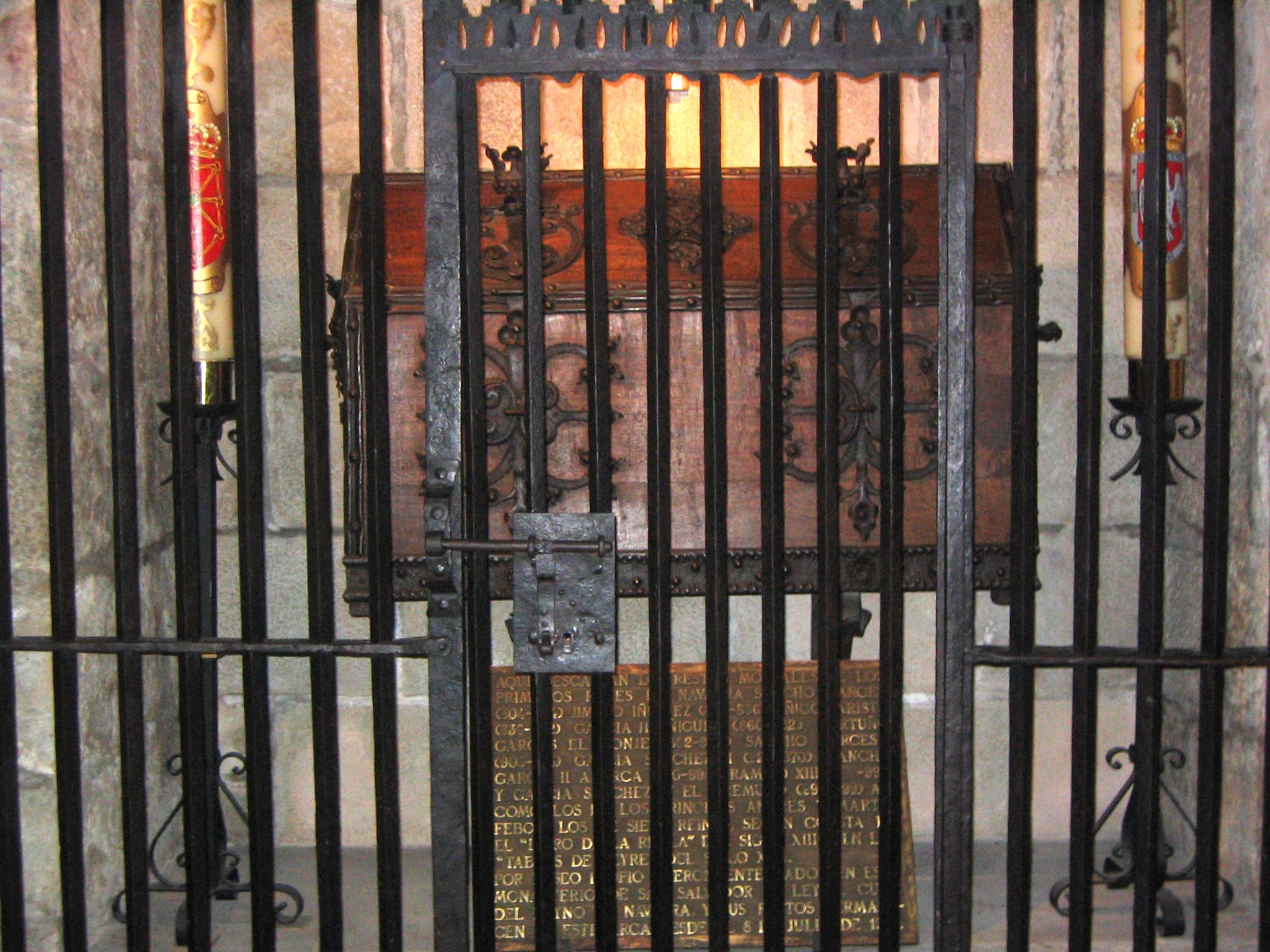
レイレ修道院の王室霊廟

フォルトゥン・ガルセス（スペイン語：Fortún Garcés, バスク語：Orti Gartzez, ? - 922年）は、ナバラ国王（パンプローナ国王）（在位：870/82年 - 905年）。独眼王（el Tuerto）、のち修道士王（el Monje）と呼ばれた。アラブの記録に「فرتون بن غرسية」（Fortoûn ibn Garsiya）として記されている。パンプローナ王ガルシア・イニゲスの長男で、初代パンプローナ王イニゴ・アリスタの孫。約30年間王位についていたが、イニゴ家最後のパンプローナ王となった。

## 生涯
フォルトゥン・ガルセスはパンプローナ王ガルシア・イニゲスの長男として生まれたが、生年は不明である。母ウラカはバヌ・カシ家の家長ムサ・イブン・ムサ・アル・カサウィの孫娘であったとも考えられている。若年期のフォルトゥン・ガルセスについてはほとんど知られていない。
父王ガルシア・イニゲスはアストゥリアス王国とより緊密な関係を結ぼうとし、自身とパンプローナ王国はエブロ川近くの領地を支配していたバヌ・カシ家から距離を置いた。ガルシア・イニゲスはイスラム勢力であるバヌ・カシ家やコルドバのアミール・ムハンマド1世との度重なる武力衝突に巻き込まれた。ムハンマド1世は860年にパンプローナを侵略し、ミラグロにおいてフォルトゥン・ガルセスを娘のオネカとともに捕らえ、人質としてコルドバに連行した。サラゴサのワーリーであったムハンマド・イブン・ルブはアイバルの城を包囲し、最終的に破壊し、これによりガルシア・イニゲスが死去した。父ガルシア・イニゲスの死後、フォルトゥン・ガルセスはパンプローナに戻ることを許され、パンプローナ王位についた。フォルトゥン・ガルセスはバヌ・カシ家の意向に沿った政策を行い、パンプローナ貴族の怒りを引き起こした。フォルトゥン・ガルセスはしばしばレイレ修道院に隠棲することとなった。
905年、パンプローナ貴族はフォルトゥン・ガルセスに代わりにサンチョ・ガルセスを王として選び、劇的な変化が起こった。この決定の背後には、サンチョ・ガルセスが非常に評判が高く軍事的に名声を得ており、パリャルス伯・リバゴルサ伯レイモンド1世、アラゴン伯ガリンド2世・アスナーレス、アストゥリアス王アルフォンソ3世などの重要な人物の支持を得ていたという事実があった。
フォルトゥン・ガルセスは905年にレイレ修道院に引退し、そこで922年に死去した。

## 結婚と子女
フォルトゥン・ガルセスはアウリアという女性と結婚したが、アウリアの出自については資料がなく、様々な推測がなされている。『ロダ写本』によると、2人の間に以下の子女が生まれた。
- イニゴ・フォルトゥネス - ヒメノ家のガルシア・ヒメネスとオネカ・レベレ・デ・サングエサの娘サンチャ・ガルセスと結婚した。サンチャ・ガルセスは後にアラゴン伯ガリンド2世・アスナーレスと再婚した。
- アスナール・フォルトゥネス
- ベラスコ・フォルトゥネス - 娘ヒメナはガルシア・ヒメネスの息子イニゴ・ガルセスと結婚した
- ロペ・フォルトゥネス
- オネカ・フォルトゥネス - 『ロダ写本』によると、最初にコルドバの7代アミール・アブドゥッラー・イブン・ムハンマドと結婚し[11]、のちにララウン領主アスナール・サンチェスと再婚してトダ・アスナーレスおよびサンチャ・アスナーレスを含む3子を産んだという[1]。しかし、アブドゥッラーと結婚したオネカをフォルトゥン・ガルセスの娘とした場合、この結婚の順番には問題がある[12]。